# Pfarrhaus (Sondernohe)

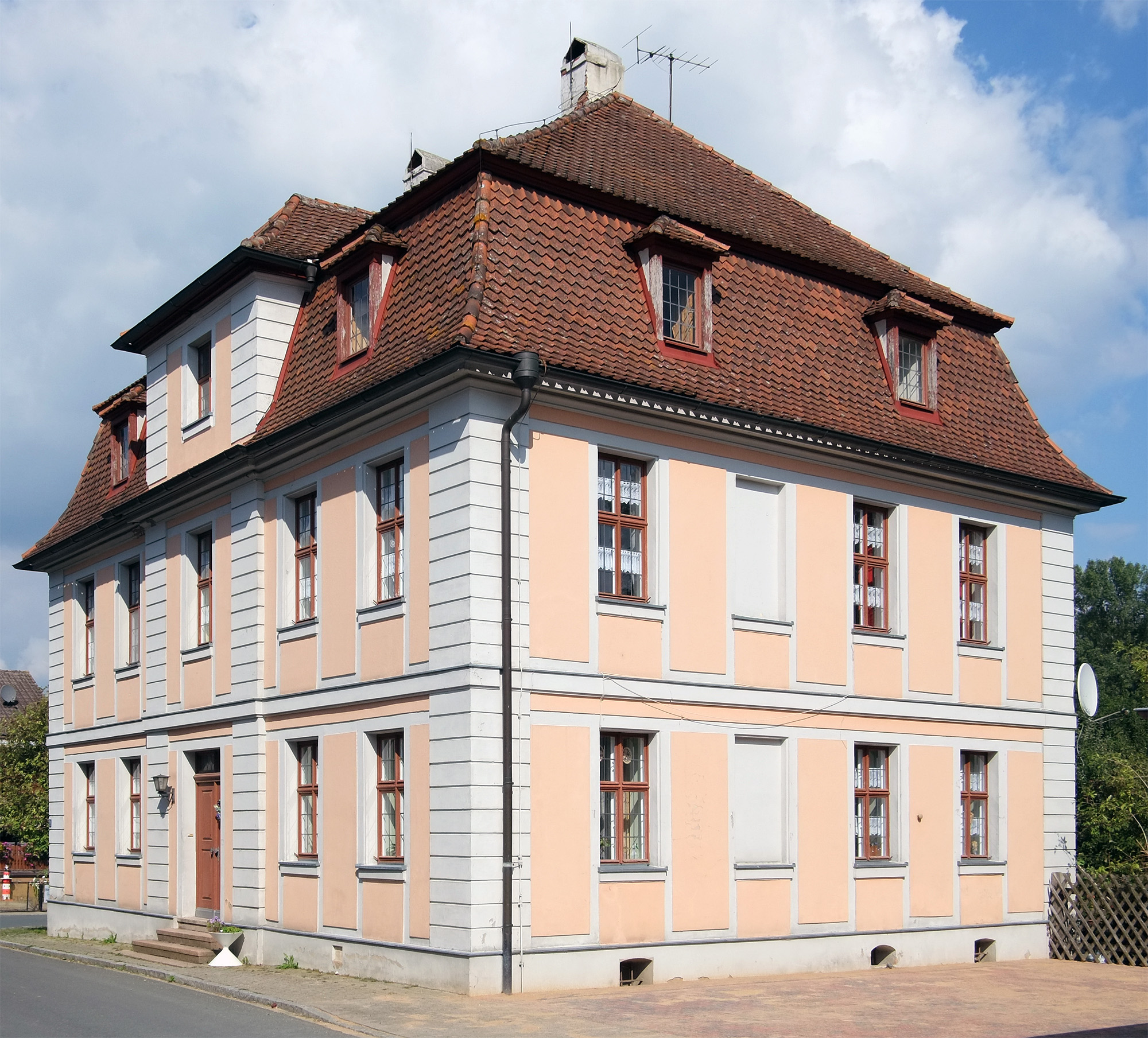
Ehemaliges Pfarrhaus in Sondernohe

Das Pfarrhaus in Sondernohe, einem Gemeindeteil von Flachslanden im mittelfränkischen Landkreis Ansbach in Bayern, wurde ab 1747 errichtet. Das ehemalige Pfarrhaus mit der Hausnummer 25 ist ein geschütztes Baudenkmal.
Der zweigeschossige Bau mit Mansardwalmdach wurde nach Plänen von Leopoldo Retti errichtet. Er besitzt eine risalitartig vorkragende Mittelachse, ein Gurtgesims, gebänderte Ecklisenen und Putzfelderung.